# 7259 Gaithersburg
A 7259 Gaithersburg (ideiglenes jelöléssel 1994 EG1) a Naprendszer kisbolygóövében található aszteroida. Yoshisada Shimizu,  Urata Takesi fedezte fel 1994. március 6-án.